# Rivula albolividalis
Rivula albolividalis là một loài bướm đêm trong họ Erebidae.